# Барсдорпермер
Барсдорпермер (нід. Baarsdorpermeer) — селище в нідерландській провінції Північна Голландія. Входить до муніципалітету Коггенланд. Його населення станом на 2023 рік складало 125 осіб.